# John Chivington
John Milton Chivington (Lebanon, 27 gennaio 1821 – Denver, 4 ottobre 1894) è stato un militare, religioso e sceriffo statunitense, divenuto famoso per essere stato artefice del massacro di Sand Creek del novembre 1864. Si stima che tra i 70 e i 600 pacifici Cheyenne e Arapaho – circa due terzi dei quali erano donne, bambini e neonati – furono uccisi e mutilati dal colonnello Chivington e dai 700 uomini dei volontari del Territorio del Colorado sotto il suo comando.
Chivington e i suoi uomini presero anche scalpi e molte altre parti del corpo umano come trofei, compresi i feti non ancora nati, così come i genitali maschili e femminili. Il Comitato Congiunto per la Condotta della Guerra condusse un'indagine sul massacro, ma mentre condannarono Chivington e i suoi soldati nei termini più forti possibili, non fu avviato alcun procedimento davanti alla corte marziale contro di lui o contro di loro. L'unica punizione subita dal colonnello Chivington fu l'esposizione pubblica e la fine delle sue aspirazioni politiche.

## Biografia
Chivington nacque a Lebanon, Ohio, il 27 gennaio 1821, figlio di Isaac e Jane Chivington, che avevano combattuto sotto il generale William Henry Harrison contro i membri della Confederazione di Tecumseh nella battaglia del Tamigi.

### Pastore metodista
Attratto dal metodismo, Chivington fu ordinato pastore nel 1844 e negli anni successivi inviato ad esercitare il suo ministero prima nell'Illinois (1848) e poi nel Middle Border (Missouri). Durante il viaggio dall'Ohio all'Illinois, Chivington contrasse il vaiolo. Rimase nell'Illinois per dieci anni. Nel 1853 partecipò a una spedizione missionaria metodista presso il popolo Wyandot in Kansas. Le sue opinioni decisamente antischiaviste gli procurarono non pochi problemi coi residenti di opposta tendenza, tanto da esser rimosso dalla sua Chiesa per evitare incidenti e persuaso ad andare in una parrocchia ad Omaha, nel Nebraska. Rimase ad Omaha per un solo anno. Lo storico James Haynes disse delle capacità pastorali di Chivington: "Il signor Chivington non era così fermo nel suo comportamento come si conviene a un uomo chiamato da Dio all'opera del ministero, creando così problemi con altri pastori".
Nel maggio del 1860, Chivington si trasferì, con la famiglia, nel Territorio del Colorado stabilendosi a Denver. Da lì, cercò di effettuare missioni nei campi minerari di South Park nella Contea di Park. Fu eletto "Anziano Presidente" del nuovo Distretto delle Montagne Rocciose rimanendovi fino al 1862 quando non venne riconfermato. Lo storico del metodismo Isaac Beardsley, un amico personale di Chivington, suggerì che Chivington fu "cacciato" a causa del suo coinvolgimento con le forze armate. Non venne comunque rimosso completamente dalla politica religiosa metodista. Lo status di Chivington come "localizzato" non lo rimosse completamente dalla politica metodista. Il suo nome apparve come membro del consiglio esecutivo del Colorado Seminary, lo storico precursore dell'Università di Denver e della Iliff School of Theology.

### La battaglia di Glorieta Pass
Allo scoppio della guerra civile americana rifiutò l'incarico di cappellano e scelse un comando attivo col grado di maggiore, distinguendosi nella battaglia di Glorieta Pass contro i confederati del generale Shelby. Condusse anche un'azione di retroguardia contro un treno di rifornimenti confederato nella battaglia di Glorieta Pass, nel Nuovo Messico, che ebbe l'effetto di porre fine alle campagne della Confederazione negli stati occidentali: i confederati vinsero la battaglia facendo ritirare le forze di Slough ma si ritrovarono senza rifornimenti, distrutti da Chivington, per sostenere la loro avanzata e a loro volta furono costretti a ritirarsi in Texas. 
La vittoria al passo di Glorieta diede a Chivington la reputazione di comandante audace. Ma avendo mire politiche (il Colorado si apprestava a diventare Stato e lui sperava di diventare il primo membro della Camera dei Rappresentanti degli Stati Uniti eletto dal Colorado), coltivò i suoi legami con i leader politici come il governatore John Evans e trovò opportuno cavalcare il malcontento generale verso gli Indiani, contro quei governanti che sostenevano la necessità della pace. 
Nell'aprile del 1862, Chivington fu nominato colonnello del 1º Reggimento di Cavalleria del Colorado e comandante del distretto militare del Colorado.

### Il massacro di Sand Creek

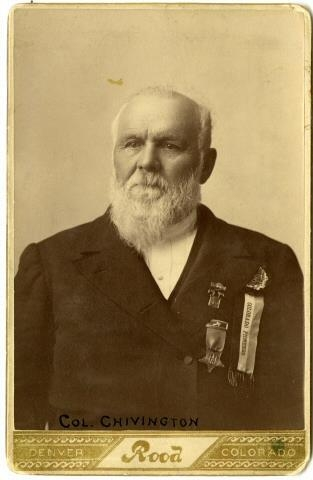
Chivington nei suoi ultimi anni, di Edgar H. Rood

Nelle prime ore del 29 novembre 1864 rese esplicita la propria politica sulla questione indiana guidando la milizia dei Volontari del Colorado nel massacro di Sand Creek. A fare le spese dell'attacco fu un pacifico villaggio indiano (Cheyenne e Arapaho) composto per lo più da civili a cui era stata garantita la sicurezza da ufficiali dell'esercito regolare. A fronte dei 24 caduti e 52 feriti della milizia, si contarono fra gli indiani circa 150 morti, perlopiù donne e bambini, moltissimi orrendamente mutilati. Quasi tutti i giovani del villaggio erano lontani, impegnati nella caccia al bisonte.
Una corte marziale, chiamata a pronunciarsi sui fatti, non formalizzò una condanna poiché Chivington aveva dato le dimissioni dalla milizia, dopo esser stato processato e degradato. Un suo successivo tentativo (1883) di entrare in politica fallì. Tre anni prima di Sand Creek, il 2 agosto 1861, era diventato il primo Gran Maestro dei Massoni del Colorado. Diversi massoni, alcuni dei quali erano presenti al massacro di Sand Creek, si opposero alle azioni di Chivington e le denunciarono pubblicamente, mentre altri lo sostennero.

### La morte
Morì a Denver nel 1894, dopo esserne stato per breve tempo sceriffo. Fu sepolto nel cimitero di Fairmount, a Denver.